# Hamoun-e-Puzak

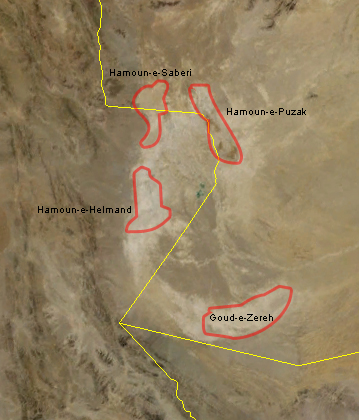
Afbeelding van de locatie van de drie Hamouns en de Goud-e-Zereh in 2004, ten tijde dat alle meren zijn opgedroogd.

Het Hamoun-e-Puzak is een meer op de grens van de landen Afghanistan en Iran. Dit meer is onderdeel van een belangrijk draslandsysteem, dat bestaat uit drie meren of Hamouns: Hamoun-e-Puzak, Hamoun-e-Saberi en Hamoun-e-Hirmand. 
Het Hamoun-e-Puzak wordt jaarlijks (bij)gevuld door water van de Helmand en in mindere mate door de Khash. Op de hiernaast afgebeelde satellietfoto is te zien hoe het meer de afgelopen jaren te lijden had van de droogte: het meer staat droog en het riet waarmee het gebied normaal gesproken vol staat, is volledig verdwenen. De bodem van het meer is te herkennen aan het groene driehoekige gebied, dat de delta van de rivier de Helmand is. Daartegenover is de delta van een andere kleine rivier te zien, de Khash.